# Orde van de Ster van Dundhar
De Meest Eminente Orde van de Ster van Dundhar ("Most Eminent Order of the Star of Dundhar") is een ridderorde van de machtige Indische vorstenstaat Jaipur. De ridderorde werd in 1947 ingesteld door Z.H. Luitenant-generaal Saramad-i-Rajaha-i-Hindustan Raj Rajendra Shri Maharajadhiraja Maharaja Sawai Shri Sir Man Singh II Bahadur, Maharaja van Jaipur, de feodale heerser van het vorstendom Jaipur.
De orde heeft een enkel ereteken; een op de borst gedragen gouden tienpuntige ster met op de rode ring het motto "YATO DHARMASTATO JAI" (WAAR RECHTSCHAPENHEID HEERST OVERWINT MEN) en een medaillon waarop Krishna is afgebeeld. De stralen zijn afwisselend in zilveren en gouden groepen geschikt.
Er is geen lint.
De onderscheiding werd spaarzaam uitgereikt. Behalve de zoon van de stichter, Z.H. Brigadegeneraal Saramad-i-Rajaha-i-Hindustan Raj Rajendra Shri Maharajadhiraja Maharaja Sawai Shri Bhawani Singh Bahadur, de huidige Maharaja van Jaipur die de onderscheiding geregeld draagt, werd ook diens zwager, Narendra Singh de Maharajah van Panna, met deze ster vereerd.
De onderscheiding werd niet aan Britten uitgereikt. De Britse bestuurders van de Raj mochten geen geschenken en zeker geen ridderorden aannemen van de quasi-onafhankelijke Indiase vorsten. De vorsten stonden bekend om hun enorme rijkdom maar zij werden door de ambtenaren van de Britse onderkoning scherp in de gaten gehouden. De regering maakte bezwaar tegen het bestaan van ridderorden in de vorstenstaten maar zij zag het bestaan ervan door de vingers zo lang als er geen Britten in die ridderorden werden opgenomen. In een enkel geval heeft men gesanctioneerd dat een politieman een medaille van een inlandse vorst ontving.
In 1947 werden de vorsten gedwongen om hun staten deel te laten uitmaken van de republiek India. In de "actie polo" greep het Indiase leger in opdracht van Nehru de macht in de zelfstandige rijken als Haiderapur en Patiala. De vorsten kregen een pensioen en zij bleven enige tijd een ceremoniële rol spelen. Hun ridderorden mochten niet worden gedragen in India maar voor zover het om gebruik binnen de familie en het hof ging werd het dragen van de orden van een maharaja door de vingers gezien.